# Harry von Eckermann

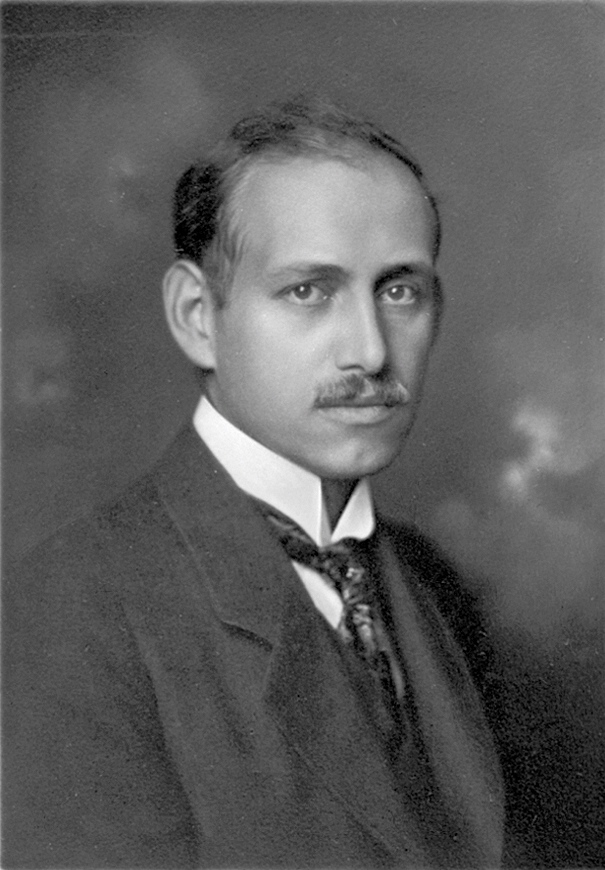
Harry von Eckermann, 1916

Claes Walther Harry von Eckermann (* 5. November 1886 in Stockholm; † 20. Mai 1969) war ein schwedischer Mineraloge und Unternehmer.
Eckermann stammte aus einer wohlhabenden schwedischen Familie (Holz-, Papier- und Stahlindustrie). Er studierte Bergbau und Metallurgie an der Königlich Technischen Hochschule Stockholm mit dem Abschluss als Metallurge 1909. Danach arbeitete er bei US Steel in den USA als Metallurge. 1912 kehrte er nach Schweden zurück und trat der Ljusne-Woxna Gesellschaft bei, einer Firma der holzverarbeitenden Industrie, deren Präsident er 1919 wurde. 1925 baute er die erste moderne Sperrholzfabrik in Schweden. Daneben war er an Mineralogie und Petrographie interessiert und studierte an der Universität in Stockholm, wo er 1922 über Skarn-Minerale promoviert wurde, die durch Metasomatose präkambrischer Kalksteine entstanden. In den 1920er Jahren betrieb er den Bau einer Eisenbahn am Bottnischen Meerbusen, wobei er auch die örtliche Geologie zum Beispiel in Alnön untersuchte. Für die Forschungen zu diesen Karbonatiten (zuerst 1895 von Arvid Gustaf Högbom beschrieben) ist er besonders bekannt. Schließlich zog er sich ganz aus der Industrie zurück und widmete sich der Forschung, zuerst in einem privaten Labor in Stockholm und dann in Edeby auf seinem Gut.
Neben seiner Forschung nahm auch die Verwaltung seines Gut viel seiner Zeit in Anspruch. Er forschte insbesondere zur präkambrischen Stratigraphie der Zentralregion von Norrland, unterstützt dadurch, dass staatliche Straßenbauprogramme dort in den 1930er Jahren viele neue Aufschlüsse ergaben. Außerdem hatte er Zugang zu den Daten einer Firma, die nach Sövit (einem Karbonatit) bohrte für die Verwendung in Zement und später ergaben Arbeiten für ein Wasserkraftwerk bei Bergeforsen und Bauvorhaben auf Alnön weitere frische Aufschlüsse.

## Ehrungen und Mitgliedschaften
1966 wurde er Ehrenmitglied der Mineralogical Society of Great Britain and Ireland.
Das von Olge J. Adamson 1942 beschriebene Mineral Eckermannit – ein Alkali-Amphibolit aus der Typlokalität Norra Kär in Südschweden, die Eckermann auch erforschte – ist nach ihm benannt.
Er war Ehrendoktor der Universität Oslo und Mitglied der Königlich Schwedischen Akademie der Wissenschaften.